# Страшний суд (поема)
«Страшни́й суд» (поема) — філософсько-есхатологічний твір українського поета Івана Франка. Датується 1905 роком.
Поему «Страшний суд» уперше опубліковано у збірці «Semper tiro» у 1906 році. У цьому творі І. Франко чітко дотримується біблійної поляризації, та й апокаліптична картина яскраво знаменує завершальний етап людської цивілізації, відкриваючи перспективу майбутнього вічного життя.

## Діючі особи
- Оповідач, який виступає від імені "Я"
- Бог-всезнаючий
- Вічна Мудрість
- панотчики
- владики

## Сюжет поеми
Ліричний герой поеми, який виступає в іпостасі “Я”, щиро зізнається Богові в усіх своїх праведних і грішних справах, завершуючи свої зізнання логічним висновком:

                     “Та яким мене создав ти,

 То таким мене і маєш”.

Іншими словами, все життя було визначене Творцем, який, зрештою, сам підтвердив, що все було з його волі. Отож, діалог будується  без контрастних зіставлень учасників інтелектуального
дійства, в якому, як видно, чільне місце посідає моральний аспект людських діянь. Натяки поета на негативний аспект життя “ілюзій злудні блиски”, “упадки”, “гордість”, “нікчемність”, “гріхи й дурниці” тощо, хоча й не конкретизовані,але,  очевидно, ґрунтуються на реальних переживаннях особистості. Абсолют (Бог) з великою Любов’ю звершує свій присуд:

“А що ти сповнив задачу,

Що була тобі надана,

То прийми тепер заплату:

Входь у радість свого пана”.

Отже, герой опиняється праворуч Господа, але цим вкрай незадоволені “панотчики й владики”, які навіть насмілюються заперечити Богові, спрямовуючи удар на героя, який, мовляв, недостойний такої високої нагороди. Полеміка набуває гостроти, яку, все ж таки, згладжує Абсолют у своїй безмежній доброті і любові. На закиди, що герой був “вовк в твоїм стаді”, сіяв “кукіль невіри, висміював панотців” (“Його сміх, його наруги Виводили нас з концепту”) і т. д. На це “пан Біг довготерпеливий” добродушно заперечує, відзначивши, що тут “не сеймик, Щоб ревли ви та кричали”, і не дозволить всілякі обструкції і т. ін. – “Ви ж у небі” і т. д. Дотепна дискусія зі своїми пастирями скерована в чітке “розміщення” душ в “експресі”, де є місця для багатьох “пасажирів”, серед яких різний соціальний (у земному житті) статус, зрештою, визначений оцим загадковим словом, може, й з трансцендентною сутністю – “доля”. Однак не може завершитися ця річ отаким умиротворенням, бо людська природа за своїм характером суперечлива, спонтанна, неспокійна, навіть агресивна, тому герой, ощасливлений прекрасним присудом, змушений внести свої корективи в присуд, на його думку, “занадто  ласкавий”, але усвідомлює, що не його справа “поправляти присуд Божий”. Він дуже добре знає всю компанію, яка потрапила до неба:

“Шепти, чорнення,доноси 

В небі попливуть рікою…”

Герой переносить у небо все те, що відбувається на грішній землі. Не обійшлося, звичайно, без іронії й сарказму в характеристиках “пасажирів”, з якими йому не буде раювання. Більше того, герой не хоче до раю, і на це в нього є вагомі причини – не лише психологічні, а насамперед моральна несумісність з тими, хто там перебуває. До того й голоси пекла ніщо не заглушить, вони вдираються розпачем у рай усіх покараних пеклом, а в усі потворності, якими заповнене пекло, він признається, не вірить і просить відпустити його “до товаришів недолі”… Тут проявляється споконвічна у поета глибока гуманітарна тенденція – любов до покривджених несправедливим світом.
Звісно, у відповідь він отримує безпощадну критику: досвід, набутий на землі (“я гострив тебе, як бритву”), має не пропасти, а підняти його як особистість на найвищий ступінь духовності:

“Не плети ж тепер дурниці,

А збери в одно огнище

Всі думки і всі бажання,

На їх крилах якнайвище

Підіймись, напруж всі сили,

Безмір обіймай душею 

І в найвищій тій екстазі

Злийся з сутність моєю…” 

Звісно, в останній фразі закріплена сакральна сутність – трансцендентність людської особистості, створеної Отцем на свою подобу – Бог у людині. 

## Відгуки відомих осіб про поему
Народний артист Росії Микита Джигурда про твір:

І він (І. Франко) мріяв, щоб діти в школах могли почути це вільне слово. Бо тоді поема була під забороною. Вона не була потрібна ні самодержавству, ні церкві. У ній була озвучена розмова революціонера з Богом, у ній звучали претензії до Господа Бога через неідеальність цього світу... Кров, що проливається на землі, принижені жінки, діти, яким, наче подачку, кидають пожертви — про все це писав Франко. А Бог йому відповів, що створював світ для любові. І ми, як і він, також Боги, які замість любові влаштували пекло. А героєві він радить бути не революціонером, а злитися із сутністю Бога. І коли той не побоїться стати богом любові, тоді він і зможе зробити цей світ кращим. Грандіозна думка, про яку в 1905 році говорили хіба що наші геніальні брати масони та ще потім Олена Блаватська, велика жінка, народжена в Україні. Це справді потужна ідея, яка здатна підживлювати людину за будь-яких часів і режимів 

## Екранізація поеми в 2007 році
У столичному Будинку кіно з нагоди 150-річчя від дня народження І. Франка пройшла прем’єра телевізійного поетичного фільму "Страшний суд". Це перша екранізація маловідомої поеми І.Франка "Страшний суд". На прем’єрному показі було представлено дві версії – українську та російську. Переклад твору І. Франка здійснив Сергій Джигурда. Російську версію фільму вже відзначили в Росії дипломом ІХ Євразійського телефоруму. Автор сценарію і виконавець ролі революціонера – Микита Джигурда, виконавець ролі Бога – Сергій Джигурда та продюсер і режисер О. Трощановська створили цей фільм власним коштом, витративши три тисячі доларів. Для стрічки використали фотографії Землі з космосу та кадри із фільму І. Парфьонова "Коли Боги прокинулись". Зйомки проходили у Києві.

## Виноски
1. ↑  Сеник Л. “Страшний суд” Івана Франка в культорологічному контексті. Вісник Львівського університету. Серія філологічна. 2011. Випуск 55. С. 88–96 ISSN 2078-5534 (PDF). Архів оригіналу (PDF) за 2 лютого 2014. Процитовано 17 січня 2014. [Архівовано 2014-02-02 у Wayback Machine.]
2. ↑  Джигурда у ролі Франка.Телефільм за поемою Івана Франка презентували вже після ювілею письменника. Архів оригіналу за 14 грудня 2013. Процитовано 17 січня 2014.
3. ↑  Міністерство культури і туризму України, ДЗК, Хроніка культурного життя України,випуск 3/2, Лютий,2007. Архів оригіналу за 1 лютого 2014. Процитовано 20 січня 2014. [Архівовано 2014-02-01 у Wayback Machine.]